# Atlântida do Brasil
Atlântida do Brasil refere-se a uma estrutura de granito de 50 milhões de anos, acredita-se ter se formado em terra seca e agora é encontrada a 2.5 quilômetros abaixo da superfície ao largo da costa do Rio de Janeiro em 2013. Foi referido por seus descobridores como a "Atlântida do Brasil", em referência à lenda de Atlântida.